# Aphyculus perparvus
Aphyculus perparvus är en stekelart som beskrevs av Hoffer 1954. Aphyculus perparvus ingår i släktet Aphyculus och familjen sköldlussteklar.
Artens utbredningsområde är:
- Österrike.
- Tjeckien.
- Slovakien.
- Ungern.

Inga underarter finns listade i Catalogue of Life.